# Pepermunt (plant)
Pepermunt (Mentha ×piperita) is een plant uit de lipbloemenfamilie (Lamiaceae). De olie van deze plant wordt gebruikt voor het maken van pepermuntsnoep.
Pepermunt is ontstaan uit een kruising van watermunt (Mentha aquatica) met aarmunt (Mentha spicata). De plant is in de zeventiende eeuw in Engeland gevonden in een veld met muntplanten. Het zaad van de plant bevat weinig kiemkracht. Voor vermeerdering worden daarom vaak stukjes van de wortelstokken gebruikt. De plant wordt verbouwd in Engeland, Frankrijk, China, Japan en in Noord- en Zuid-Amerika. De plant is ongeveer 0,5–1 m hoog en heeft een zachtgroene kleur. Als het tijd is voor de oogst worden de planten afgesneden. Daarna blijven de afgesneden stengels nog een tijdje op het land liggen om te drogen. De bladeren van deze plant hebben van zichzelf een kamferachtige smaak, maar na kruidenextractie ontstaat de typische pepermuntsmaak. Uit de bladeren wordt pepermuntolie gewonnen, maar ze worden ook in thee gebruikt.

## Pepermuntolie
Als de planten droog zijn worden ze in pakken naar de fabriek gebracht. Daar wordt uit de planten pepermuntolie gewonnen, het belangrijkste onderdeel van pepermunt.

## Botanischebeschrijving
Pepermunt is een zich snel verbreidende, meerjarige, winterharde plant. Pepermunt bloeit van juli tot en met september met kleine violette bloempjes. De bladeren zijn mintgroen en staan kruisgewijs tegenover elkaar op de stengel. De bladeren zijn langwerpig, eirond en gezaagd en hebben een opvallende mentholgeur.

## Pepermunt kweken
De plant groeit het beste in gedeeltelijke schaduw of in de volle zon en heeft vochtige, goed gedraineerde, alkalische grond met veel voedingsstoffen nodig. Vermeerderen gebeurt door middel van wortel- of stengelstekken in voor- of najaar. Zaaien kan in de lente. Bij het planten worden vaak emmers of plastic zakken gebruikt om woekering via de wortels te beperken. Munt kan ook binnenshuis worden gekweekt.

## Eau-de-colognemunt
De eau-de-colognemunt (Mentha piperita f. citrata) is een vorm van de pepermunt en ruikt bij het wrijven over de bladeren naar eau de cologne.

## Cultivars
- Mentha ×piperita 'Chocolate Mint' (Chocolademunt).
- Mentha ×piperita 'Candymint' Met rode stengel.
- Mentha ×piperita 'Citrata'
- Mentha ×piperita 'Crispa'
- Mentha ×piperita 'Lime Mint'
- Mentha ×piperita 'Variegata'